# Internationals de Cleveland
Maillots
Les Internationals de Cleveland (en anglais : Cleveland Internationals) sont un club américain de  soccer basé à Lakewood, Ohio situé dans l'agglomération de Cleveland. L'équipe joue ses matchs à domicile au Mayors Riverfront Stadium situé à Kalamazoo. 

## Historique du club
Le club des Internationals de Cleveland a été fondé en 1974 et fait partie de la Premier Development League qui représente le quatrième niveau du championnat nord-américain. L'équipe masculine du club évolue dans la Division des Grand Lacs de la conférence Centrale de la Premier Development League. Il est opposé aux Bucks du Michigan, au Fire Premier de Chicago, à l'Edge de West Michigan, aux Invaders de l'Indiana, au Fever de Fort Wayne et aux Lynx de Toronto.

## Équipes féminines du club
Le club possède aussi deux équipes féminines : l'une évoluant en Women's League Soccer, le deuxième niveau de soccer féminin aux États-Unis avec la W-League et une équipe de jeunes filles évoluant en Super Y-League. 
À l'issue de la saison 2010, l'équipe féminine du club quitte la W-League pour joindre une nouvelle ligue la Women's League Soccer. L'équipe féminine se dénomme maintenant Internationals Women de Cleveland (en)

## Anciens joueurs masculins notables
- Marc Burch
- Steve Gillespie
- Dustin Kirby
- Tony Labudovski
- Justin Morrow
- Michael Nanchoff
- Mark Nerkowski
- Siniša Ubiparipović
- Steve Zakuani
- Ben Zemanski
- Darlington Nagbe

## Anciennes joueuses célèbres
- Danesha Adams
- Amanda Cinalli

## Résultats en PDL
| Année | Division | Championnat | Saisons régulières | Séries éliminatoires | Coupe                                 | Nombre de supporteurs |
| ----- | -------- | ----------- | ------------------ | -------------------- | ------------------------------------- | --------------------- |
| 2004  | "4"      | USL PDL     | 7e, Great Lakes    | Non qualifié         | Non qualifié                          | 163                   |
| 2005  | "4"      | USL PDL     | 7e, Great Lakes    | Non qualifié         | Non qualifié                          | 82                    |
| 2006  | "4"      | USL PDL     | 7e, Great Lakes    | Non qualifié         | Non qualifié                          | 128                   |
| 2007  | "4"      | USL PDL     | 6e, Great Lakes    | Non qualifié         | Non qualifié                          | 86                    |
| 2008  | "4"      | USL PDL     | 2e, Great Lakes    | qualifié             | éliminé en Semi-finales de Conference | 95                    |
| 2009  | "4"      | USL PDL     | 6e, Great Lakes    | Non qualifié         | Non qualifié                          | 84                    |
| 2010  | "4"      | USL PDL     | 9e, Great Lakes    | Non qualifié         | Non qualifié                          | 61                    |
| 2011  | "4"      | USL PDL     |                    |                      |                                       |                       |